# Серце матері (фільм, 1957)
«Серце матері» (вірм. «Մոր սիրտը») — радянський художній фільм-мелодрама 1957 року, знятий на кіностудії «Вірменфільм».

## Сюжет
Історія життя молодої вдови, сліпа любов якої до сина привела до того, що з нього виріс розважливий егоїст.

## У ролях
- Вардуї Вардересян — Маріам
- Рубен Мікаелян — Ашот в дитинстві
- Цолак Америкян — дід
- Хорен Абрамян — Армен
- Ашот Нерсесян — Вартан
- Р. Тигранян — Сурен
- Гліб Селянин — Потапов в молодості
- Іван Селянин — Потапов
- Марина Тбілелі-Карапетян — Гоар
- Варвара Шахсуварян — Анаїт
- З. Атанесян — Рузан
- Карина Магакян — Рузан в дитинстві
- Армен Хостикян — Петрос
- Генрі Арутюнян — Ашот
- Роберт Мкртчян — Ашот підліток
- С. Бадалян — епізод
- Луїза Самвелян — дружина Ашота
- Верджалуйс Міріджанян — Шушан
- Степан Мартиросян — епізод
- Гаруш Хажакян — директор школи
- Гай Данзас — перехожий, якому на голову вилили воду
- Арман Котикян — епізод
- Арам Амірбекян — двірник
- Георгій Унанян — куркуль, який вбив Сурена
- Віктор Резніков — епізод
- Л. Резнікова — епізод

## Знімальна група
- Режисер — Григорій Мелік-Авакян
- Сценарист — Іван Іванов
- Оператор — Сергій Геворкян
- Композитор — Артемій Айвазян
- Художники — Грач'я Мекінян, Сергій Сафарян